# Flygplanstillverkare
Flygplanstillverkare benämns företag som tillverkar flygplan. 
Lista över flygplanstillverkare:

## A
- Adam aircraft
- Aeronca
- Airbus
- Airspeed Aircraft
- Antonov
- Avions de Transport Regional
- Aviat aircraft
- Avro

## B
- Baade
- BAC
- BAE Systems
- Beechcraft
- Beriev
- Binder
- Boeing
- Bombardier
- Bréguet
- Bristol Aeroplane Company
- British Aerospace
- Britten-Norman

## C
- Cessna Aircraft Company
- Columbia Aircraft (Cessna Aircraft Company)
- Concorde riktiga namn BAC/Aérospatiale
- Cub crafters

## D
- Dassault Aviation
- De Havilland
- Diamond Aircraft
- Dornier
- Douglas

## E
- Eclipse Aviation
- Embraer
- Ercoupe

## F
- Focke-Wulf
- Fokker

## G
- Grumman
- Gulfstream

## H
- Handley Page
- Hawker Siddeley
- Heinkel

## I
- IAI
- Iljusjin

## J
- Jakovlev
- Junkers Flugzeug und Motorwerke AG

## L
- Leonardo
- Let Kunovice
- Liberty aerospace
- Lockheed Martin

## M
- Maule
- McDonnell
- Messerschmitt
- Morane-Saulnier

## P
- Piper Aircraft
- PZL-Mielec

## R
- Raab-Katzenstein
- Rockwell

## S
- Saab
- Scaled composites
- Scheibe
- Shanghai aircraft
- Short Brothers
- Sikorsky
- Socata
- Sud Aviation
- Suchoj
- Supermarine
- Svenska Flygfabriken

## T
- Tupolev

## U
- United Aircraft Corporation (f.d. Mikojan-Gurevitj, Suchoj, Jakovlev m.fl.)

## V
- Vickers

## X
- Xian aircraft

## Y
- Yakovlev se Jakovlev

## Svenska flygplanstillverkare
- Aeroplanvarvet i Skåne, AVIS
- Aviatikavdelningen i Södertälje
- AB Flygindustri (Afi) i Limhamn i Malmö
- AB Flygindustri (AFI) i Halmstad
- AB Flygplan
- AB Skandinaviska Aero
- AB Svenska Järnvägsverkstädernas Aeroplanavdelning
- Centrala Flygverkstaden i Malmslätt
- Flygförvaltningens Flygverkstad i Stockholm
- Flygkompaniets Tygverkstäder Verkstäder på Malmen
- Götaverkens Flygavdelning
- Nordiska Aviatik AB, NAB
- AB Nyrop & Ask
- Kockums Flygindustri
- Saab
- Svenska Flygmotor AB, SFA
- Svenska Aero
- Svenska Aeroplankonsortiet